# Trendscouting
Bei dem Begriff Trendscouting handelt es sich um eine Bezeichnung aus der Marktforschung für das gezielte Aufspüren sich entwickelnder Trends in allen Bereichen des Lebens.
Der Ausdruck wird in der Regel im kommerziellen Bereich des Lifestyle verwendet.

## Umsetzung
Bei der Innovationsforschung und Zukunftsforschung handelt es sich um professionelle Beobachtung und Analyse von Bedürfnissen des Marktes und der Gesellschaft. Die Auswertung dieser Beobachtungen lässt Rückschlüsse auf laufende Prozesse und künftige Entwicklungen zu. Die Industrie und produzierenden Gewerbe wenden sich für die Erstellung ihrer neuen Produkte zur Orientierung an die s.g. Trendscouting-Agenturen oder Coolhunting Unternehmen, die ihrerseits Trendscouts beschäftigen oder verfügen selbst über eine Entwicklungsabteilung, welche über die entsprechenden Marktkenntnisse verfügt.
Einige Unternehmen führen den Trendscouting-Prozess mit ICT-Lösungen wie Trendradar oder Trendscouting-Apps, um den Trendscouting-Prozess zu automatisieren. Ein bekanntes Beispiel ist die Deutsches Milchkontor, das eine Trendscouting-App als Ergänzung zu seinem Trendradar einsetzt. Die App dient dazu, die weltweiten Beobachtungen von Gastronomietrends zu verfolgen, um gemeinsam mit der Community frühzeitig Trends zu erkennen und zu bewerten und daraus Chancen für Innovationen abzuleiten.

## Aufgaben
Der Trendscout hält bspw. Ausschau nach Trendsettern (dies können natürliche Personen oder auch Firmen sein), die durch ihre Popularität Trends einführen, welche dann vom Early Adopter und Lead User gerne aufgenommen werden, der für sich im Nutzen dieser Produkte einen gewissen Vorteil sieht.  Professionelles Trendscouting zielt in erster Linie auf den kommerziellen Nutzen für das produzierende Gewerbe ab. Für die Entwicklung von Produkten, die Planung der Kosten und des potentiellen Absatzes ist es wichtig, die Marktentwicklung zu beobachten, um sich möglichst vor Fehlinvestitionen zu schützen. Hierbei ist die Aufgabe eines Trendscouts, für die Unternehmen durch eine Marktanalyse erstellte Berichte und Szenarien zu liefern und sie bei der Produktentwicklung zu beraten.
Für abgestimmte Werbemaßnahmen werden in den Bereichen Fashion, Design und Technology bzw. im gesamten Lifestyle möglichst frühzeitig die entsprechenden Evangelists und Lead User identifiziert, um die Produkte auf deren Bedarf bzw. Bedürfnisse abzustimmen und diese dafür zu gewinnen. Diese sollen wiederum möglichst viele Addicts und Followers beeinflussen, die neuen Produkte zu kaufen und zu nutzen.
Weitere Begriffe in diesem Zusammenhang sind:
- „Trendtabel“- Arbeitskreis von Trendscouting- und Coolhunting-Agenturen.
- „Trend-Reportage“ – Bericht über Trendstudien, erstellt durch einen Trendscout, eine Agentur oder durch Mitglieder eines Trendtables.
- „Trendforum“ – Umfassende Trendpräsentation bspw. anlässlich von Fachmessen als Orientierungshilfe für Fachbesucher.
- „Trendspotting“ – ein anderer Ausdruck für das Herausfiltern von aktuellen Trends durch einen Trendscout.
- „Colourtrendscouting“ – Trendscouting mit speziellem Schwerpunkt auf die primären Merkmale Farbe und Design, die im Wesentlichen den Ausschlag für die Wiedererkennbarkeit von Produkten geben, sowie auch den ersten Anreiz bieten, sich mit einem vorliegenden Produkt näher zu befassen.
- „Eye-Catcher“ – Ein Ausdruck der im Visual Merchandising häufig als Fachausdruck für den deutschen Ausdruck "Blickfänger" verwendet wird.